# Салковиці
Салковиці (пол. Sałkowice, нім. Zallenfelde) — село в Польщі, у гміні Пасленк Ельблонзького повіту Вармінсько-Мазурського воєводства.
Населення — 85 осіб (2011).
У 1975-1998 роках село належало до Ельблонзького воєводства.

## Демографія
Демографічна структура станом на 31 березня 2011 року:
|          | Загалом | Допрацездатний вік | Працездатний вік | Постпрацездатний вік |
| -------- | ------- | ------------------ | ---------------- | -------------------- |
| Чоловіки | 45      | 11                 | 33               | 1                    |
| Жінки    | 40      | 8                  | 23               | 9                    |
| Разом    | 85      | 19                 | 56               | 10                   |